# Emma Beskow (cellist)
Emma Beskow, född 25 juni 1981, är en svensk cellist. Hon har en examen i kammarmusik från Kungliga Musikhögskolan i Stockholm, och har som frilansande musiker spelat med bland annat Norrköpings symfoniorkester och Nordiska Kammarorkestern. Hon har också medverkat i teateruppsättningar, vid bland annat Stockholms stadsteater. Hon har samarbetat med musiker som Ane Brun och Sara Riedel, och som en del av stråkkvartetten Treitlerkvartetten har hon tilldelats Musikaliska akademiens pris för ensembespel.

## Biografi
Beskow började spela cello och piano vid sex års ålder. Hon har en masterexamen i kammarmusik från Kungliga Musikhögskolan i Stockholm, där hon bland annat studerade för professor Ola Karlsson. Hon har även under ett år studerat vid Academy of Performing Arts i Prag.
Som kammarmusiker har hon bland annat samarbetat med artister som Ane Brun, Sarah Riedel, Angie Stone och Edda Magnason. Hon har turnerat med Avatarkvartetten och Gustav Karlström, och framträtt vid Villa San Michele på Capri. Hon har även framträtt under Nordiska Musikdagar, där hon framförde Herman Vogts pianotrio.
Beskow frilansar också som orkestermusiker. Hon har bland annat som frilansande musiker verkat vid Wermland Opera, och då som alternerande stämledare. Hon har även spelat med Norrköpings symfoniorkester, Nordiska kammarorkestern, Västerås sinfonietta, Camerata Nordica och Norrlandsoperans symfoniorkester. Därutöver har hon medverkat i uppsättningar för teater, vid bland annat Estrad Norr, Scenkonst Sörmland och Stockholms stadsteater.
Beskow spelar även i stråkkvartetten Treitlerkvartetten, tillsammans med Oscar Treitler, Caroline Waldemarsson-Treitler och Jonna Inge. Kvartetten har tilldelats Musikaliska akademiens pris för ensembespel, och 2017 upptogs kvartetten i Gålöstiftelsens kamratförening. Kvartetten har gett konserter i bland annat Helsingfors, New York, Genua och London.